# 螺纹石田螺
螺纹石田螺（学名：Sinotaia quadrata heudei），是中腹足目田螺科石田螺属的一种。主要分布于台湾，常栖息在河川、池塘。